# ژیمناستیک در المپیک تابستانی ۱۹۴۸
ژیمناستیک در بازی‌های المپیک تابستانی ۱۹۴۸ نام رویداد ورزش ژیمناستیک در بازی‌های المپیک تابستانی بود که در سال ۱۹۴۸ برگزار شد. این مسابقات از هشت بخش تشکیل شده بود که هفت عدد از آن‌ها مربوط به مردان و یکی از آن‌ها مربوط به زنان بود که در لندن برگزار شد. فنلاند کشور اول این مسابقات با ۶ مدال طلا و ۲ مدال نقره و ۲ مدال برنز شد.

## نتایج

### مردان
| بازی‌ها             | طلا | نقره | برنز |
| انفرادی تمام اسباب | ویکو هوهتانن · فنلاند | والتر لمان · سوئیس | پاوو آلتونن · فنلاند |
| تیمی تمام اسباب    | فنلاند (FIN) · پاوو آلتونن · ویکو هوهتانن · کالوی لایتینن · اولاوی رووه · الکسانتری ساروالا · سولو سالمی · هیکی ساوولاینن · ایناری تراسویرتا | سوئیس (SUI) · کارل فرای · کریستین کیپفر · والتر لمان · رابرت لوسی · میشائل رویش · یوزف استالدر · امیل استودر · ملشیور تالمن | مجارستان (HUN) · لاسلو بارانیایی · یوژف فکته · دیوزو مودیوروشی · یانوش مادیورسی-کلنچ · فرنک پتکی · لایوش سانتا · لایوش توت · فرنتس وارکویی |
| پرش از خرک         | فرنک پتکی · مجارستان | یانوش مادیورسی-کلنچ · مجارستان                                                                                              | ازدنیک روژیچکا · چکسلواکی |
| بارفیکس            | یوزف استالدر · سوئیس | والتر لمان · سوئیس | ویکو هوهتانن · فنلاند |
| میله پارالل        | میشائل رویش · سوئیس | ویکو هوهتانن · فنلاند | یوزف استالدر · سوئیس |
| میله پارالل        | میشائل رویش · سوئیس | ویکو هوهتانن · فنلاند | کریستین کیپفر · سوئیس |
| خرک حلقه           | پاوو آلتونن · فنلاند | مدال داده نشد [A] | مدال داده نشد [A] |
| خرک حلقه           | ویکو هوهتانن · فنلاند | مدال داده نشد [A] | مدال داده نشد [A] |
| خرک حلقه           | هیکی ساوولاینن · فنلاند | مدال داده نشد [A] | مدال داده نشد [A] |
| دارحلقه            | کارل فرای · سوئیس | میشائل رویش · سوئیس | ازدنیک روژیچکا · چکسلواکی |
| پرش از خرک         | پاوو آلتونن · فنلاند | اولاوی رووه · فنلاند | یانوش مادیورسی-کلنچ · مجارستان |
| پرش از خرک         | پاوو آلتونن · فنلاند | اولاوی رووه · فنلاند | فرنک پتکی · مجارستان |
| پرش از خرک         | پاوو آلتونن · فنلاند | اولاوی رووه · فنلاند | لئو سوتورنیک · چکسلواکی |

### زنان
| بازی‌ها              | طلا | نقره | برنز |
| تیمی تمام اسباب     | چکسلواکی (TCH) · زدنیکا هونسووا · ماریه کوواژووا · میلوسلاوا میسواکووا · میلنا مولرووا · ورا روژیچکووا · اولگا شیلهانووا · بوژنا اسرنکووا · زدنکا ورمیروواسکا | مجارستان (HUN) · ادیت پرینی-وکینگر · ماریا زالای-کووی · ایرن داروهازی-کارچیچ · ارژیبت گولیاش-کوتلش · ارژبت بالاژ · اولگا تاش · آنا فهیر · مارگیت نادی-ساندور | ایالات متحده آمریکا (USA) · لادیسلاوا باکانیس · ماریان بارون · کونستا کاروچیو-لنز · دوروتی دالتون (ژیمناست) · متا السته-نویمن · هلن شیفانو · کلارا شروت · آنیتا سیمونیس |
| انفرادی تمام اسباب  | زدنیکا هونسووا · چکسلواکی | ادیت پرینی-وکینگر · مجارستان · لائورا میکلی · ایتالیا | n/a |
| پرش از خرک†         | کارین لیندبرگ · سوئد | جون ایری · بریتانیای کبیر · کلارا شروت · ایالات متحده آمریکا                                                                                                 | n/a |
| چوب موازنه†         | زدنیکا هونسووا · چکسلواکی | ایرن داروهازی-کارچیچ · مجارستان · میلوسلاوا میسواکووا · چکسلواکی                                                                                             | n/a |
| Flying Rings†, †††  | زدنیکا هونسووا · چکسلواکی | ادیت پرینی-وکینگر · مجارستان · لائورا میکلی · ایتالیا | n/a |
| حرکات زمینی†, ††††  | n/a | n/a | n/a |
| پارالل ناهم‌سطح†, †† | n/a | n/a | n/a |

† Within the sport of artistic gymnastics, although men were recognized with individual medals at the time, the women weren’t. The list of the individual medalists within this table reflects the individuals who garnered a top-three placement in the team competition on the respective apparatus (or all 3 combined, in the case of the all-around) and who would have been awarded a medal with the rules that commenced with the ژیمناستیک در بازی‌های المپیک تابستانی ۱۹۵۲ and that would change periodically at future Olympic Games with respect to the debut of individual finals competitions at the ژیمناستیک در بازی‌های المپیک تابستانی ۱۹۷۲ and with respect to the ژیمناستیک هنری rules that made their Olympic debut at the ژیمناستیک در بازی‌های المپیک تابستانی ۱۹۹۲.
†† Women did not compete on the Uneven Bars apparatus during these Olympic Games.
††† This was the only time that women gymnasts competed on this apparatus at an Olympic Games.
†††† Women’s Floor Exercise was not an event that existed at the time.

## جدول مدال‌ها
| رتبه | کشور                      | طلا | نقره | برنز | مجموع |
| ۱    | فنلاند (FIN)              | ۶   | ۲    | ۲    | ۱۰    |
| ۲    | سوئیس (SUI)               | ۳   | ۴    | ۲    | ۹     |
| ۳    | مجارستان (HUN)            | ۱   | ۲    | ۳    | ۶     |
| ۴    | چکسلواکی (TCH)            | ۱   | ۰    | ۳    | ۴     |
| ۵    | ایالات متحده آمریکا (USA) | ۰   | ۰    | ۱    | ۱     |